# Erve Asito
L'Erve Asito, noto fino al 2019 come Polman Stadion, è lo stadio di casa dell'Heracles Almelo. Lo stadio venne inaugurato il 10 settembre 1999 quando venne disputato il match di apertura contro l'FC Zwolle.
Nel 2005 la capacità dello stadio è stata ampliata da 6.900 a 8.500 posti, di cui 400 posti sono disponibili per i tifosi ospiti. Ci sono piani per ampliare ulteriormente la capacità dello stadio in futuro.